# Ząbrowo
Ząbrowo (polonès) o Sommerau (alemany) és un poble al nord de Polònia, a la regió de Żuławy, del Voivodat de Pomerània. És al municipi (gmina) Stare Pole i el districte (powiat) Malbork.